# Adoretus decorsei
Adoretus decorsei är en skalbaggsart som beskrevs av Ohaus 1913. Adoretus decorsei ingår i släktet Adoretus och familjen Rutelidae. Inga underarter finns listade i Catalogue of Life.